# Dobrudzha Glacier
Dobrudzha Glacier är en glaciär i Antarktis. Den ligger i Sydshetlandsöarna. Argentina, Chile och Storbritannien gör anspråk på området. Dobrudzha Glacier ligger 108 meter över havet.
Terrängen runt Dobrudzha Glacier är huvudsakligen kuperad, men västerut är den bergig. Havet är nära Dobrudzha Glacier åt sydost. Trakten är obefolkad. Det finns inga samhällen i närheten. 